# Loteria krzemowa

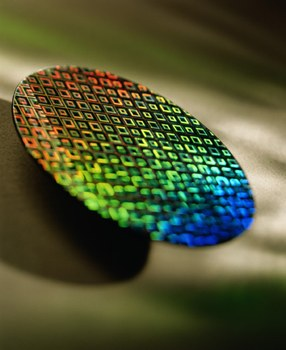
Wafel krzemowy po obróbce mikroelektronicznej. Czipy znajdujące się bliżej środka zazwyczaj częściej zachowują stabilność przy wyższym taktowaniu, niż te bliżej krawędzi.

Loteria krzemowa (ang. silicon lottery) – pojęcie opisujące rozbieżności występujące pomiędzy, z pozoru identycznymi, czipami krzemowymi (mikroprocesory, mikrokontrolery i inne układy scalone). Różnice te wpływają na niejednakową stabilność mikroprocesorów przy taktowaniu wyższym od fabrycznego (podkręcanie). Głównym powodem tego zjawiska jest nierównomierny rozkład zanieczyszczeń na waflu krzemowym, co sprawia, że kości wyprodukowane ze środka wafla cechują się wyższą stabilnością. Egzemplarze zachowujące stabilność przy najwyższych taktowaniach nazywane są złotymi czipami (ang. golden chip).

## Szufladkowanie w fabryce
Po zakończeniu wszystkich procesów związanych z produkcją czipu producenci testują każdą sztukę, określając w ten sposób liczbę w pełni sprawnych rdzeni oraz maksymalne taktowanie, przy którym procesor zachowuje stabilność. Następnie odbywa się proces szufladkowania (ang. binning), czyli kategoryzacji produktów według ich wydajności. Ze względu na losowe wady producenci otrzymują około 70-90% dobrych płytek z wafla.
Procesory zachowujące stabilność przy wyższych częstotliwościach zostają oznakowane jako lepsze modele (np. Intel Core i7) i sprzedawane w wyższych cenach, a te które stabilne są tylko przy niższych taktowaniach, zostają oznaczone jako słabsze modele (np. Intel Core i3). Jednocześnie blokowane są rdzenie, które nie są w pełni sprawne. Przykładowo procesor wyposażony w 4 rdzenie, z których jeden jest niesprawny, zostanie sklasyfikowany jako dwurdzeniowy (oprócz niesprawnego, blokowany jest dodatkowo jeszcze jeden rdzeń).

## Możliwości podkręcania
Mimo testowania i kategoryzacji procesorów przez producenta, egzemplarze o tym samym oznakowaniu różnią się nieznacznie od siebie. Jest to szczególnie istotne podczas przetaktowywania procesorów, ponieważ wpływa to na maksymalne taktowanie, przy którym procesor zachowuje stabilność. Przykładowo procesor Intel Core i7 8700K działa fabrycznie z częstotliwością 3.7 GHz (4.7 GHz w trybie turbo), jednak w zależności od egzemplarza, zachowuje stabilność przy maksymalnym taktowaniu od 4.8 GHz do 5.6 GHz. Oznacza to, że osoby, które zakupiły taki sam model procesora, za tę samą cenę otrzymują produkty o różnej maksymalnej wydajności.
Istnieją sklepy internetowe, które sprzedają procesory po sprawdzeniu maksymalnego stabilnego taktowania.